# Discesa all'inferno (film 1992)
Discesa all'Inferno (Prom Night IV: Deliver Us from Evil) è un film del 1992 diretto da Clay Borris, con Nicole de Boer, J.H. Wyman e James Carver.
Il film è il quarto ed ultimo film della serie di Prom Night iniziata nel 1980 con Non entrate in quella casa.

## Trama
Nel 1957, mentre Mary Lou veniva uccisa dal suo ex fidanzato durante il ballo di fine anno scolastico, Padre Jonas, un prete fanatico religioso, venne accusato di aver ucciso alcuni ragazzi in quello stesso giorno, e fu così che gli altri preti lo narcotizzarono e lo rinchiusero nella cantina del monastero.
Trentacinque anni dopo un gruppo di studenti liceali, per trascorrere gli ultimi momenti del ballo di fine anno, decidono di passare la notte dentro il monastero. Sfortunatamente libereranno il prete assassino, e sarà per loro l'inizio di un incubo...